# Hyptidinae
Hyptidinae Endl., 1838 è una sottotribù di piante spermatofite dicotiledoni appartenenti alla famiglia delle Lamiaceae (ordine delle Lamiales).

## Etimologia
Il nome della sottotribù deriva dal suo genere tipo Hyptis Jacq.  la cui etimologia deriva da una parola greca il cui significato è "tornare indietro" e fa riferimento alla posizione resupinata del labbro inferiore della corolla di alcuni fiori di questo genere.
Il nome scientifico della sottotribù è stato definito dal botanico, numismatico e orientalista austriaco Stephan Ladislaus Endlicher (Pressburg, 24 giugno 1804 – Vienna, 28 marzo 1849) nella pubblicazione "Genera plantarum secundum ordines naturales disposita (Endlicher) -  610. Aug 1838" del 1838.

## Descrizione

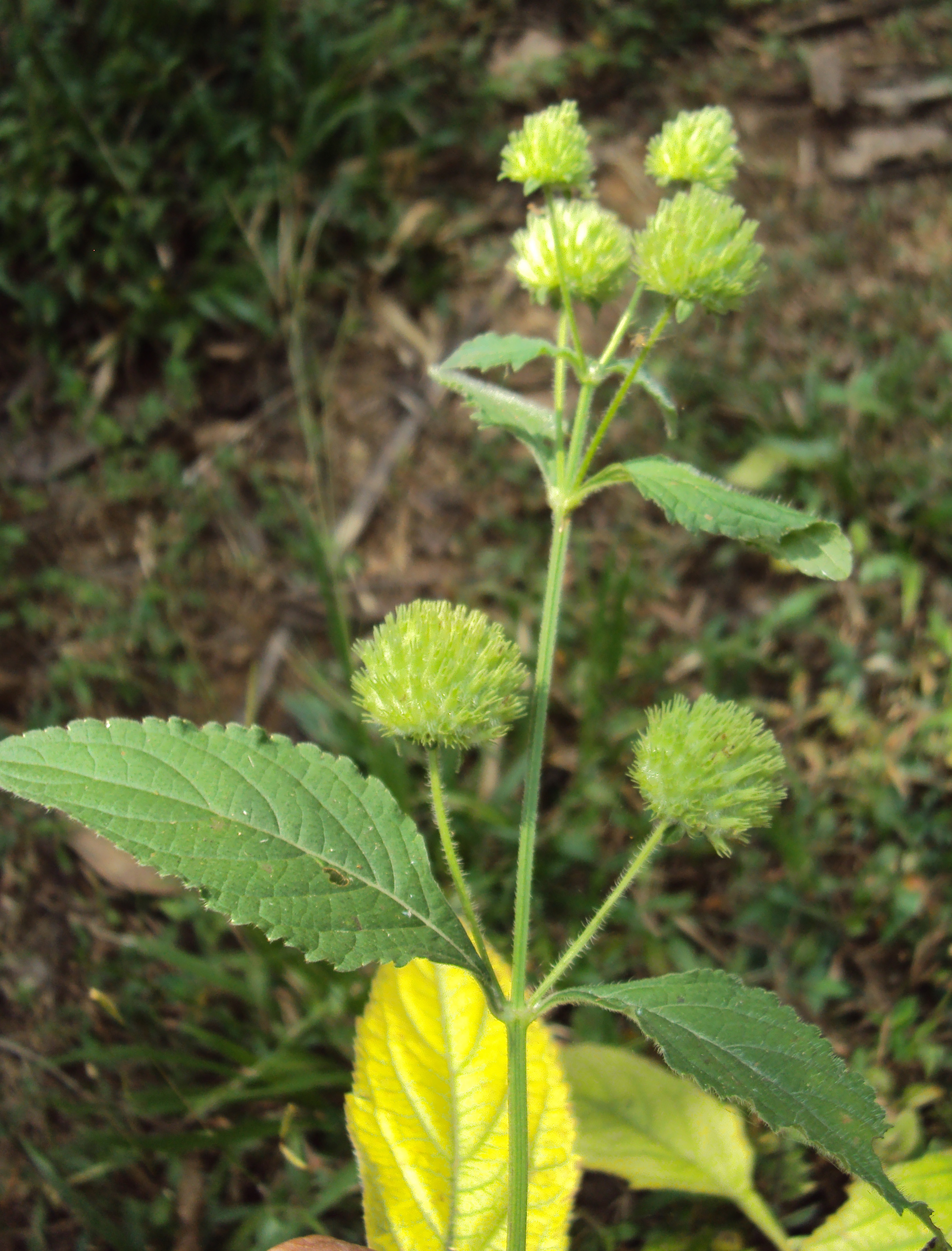
Il portamento
Hyptis capitata

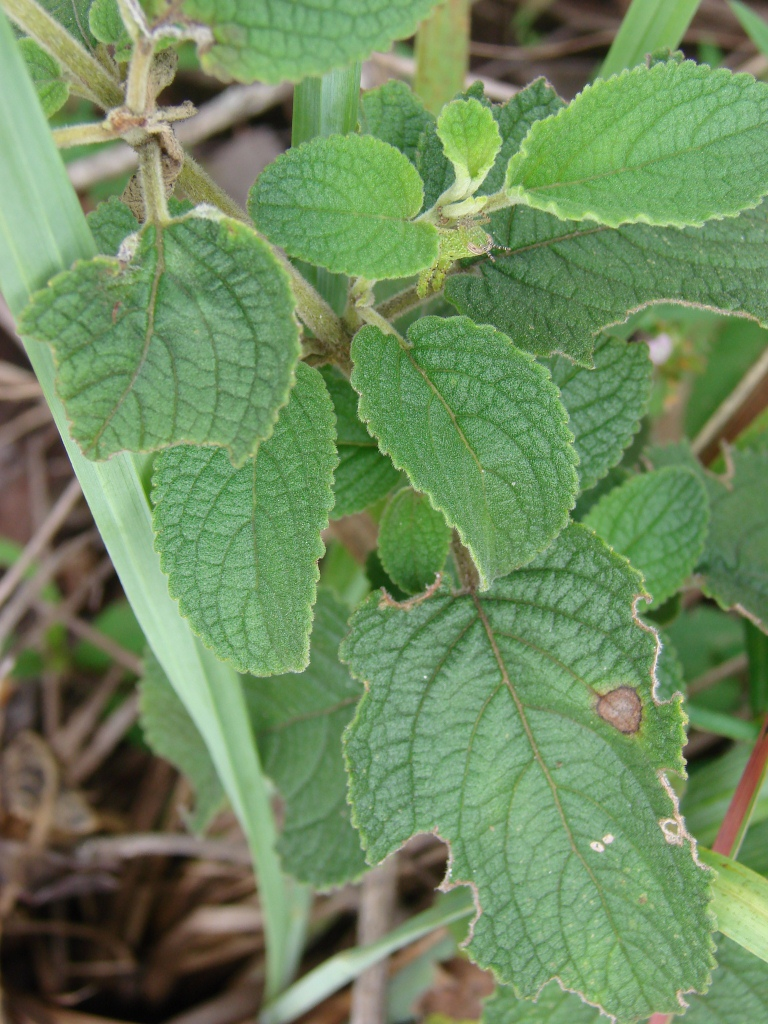
Le foglie
Eriope macrostachya

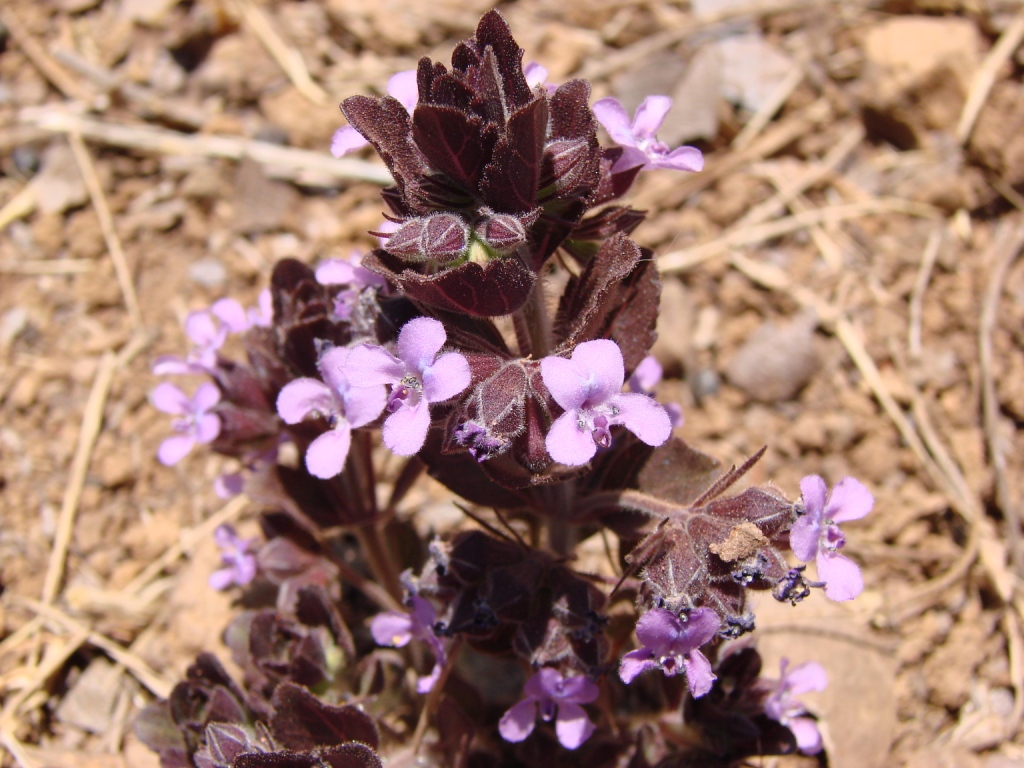
Infiorescenza
Marsypianthes montana

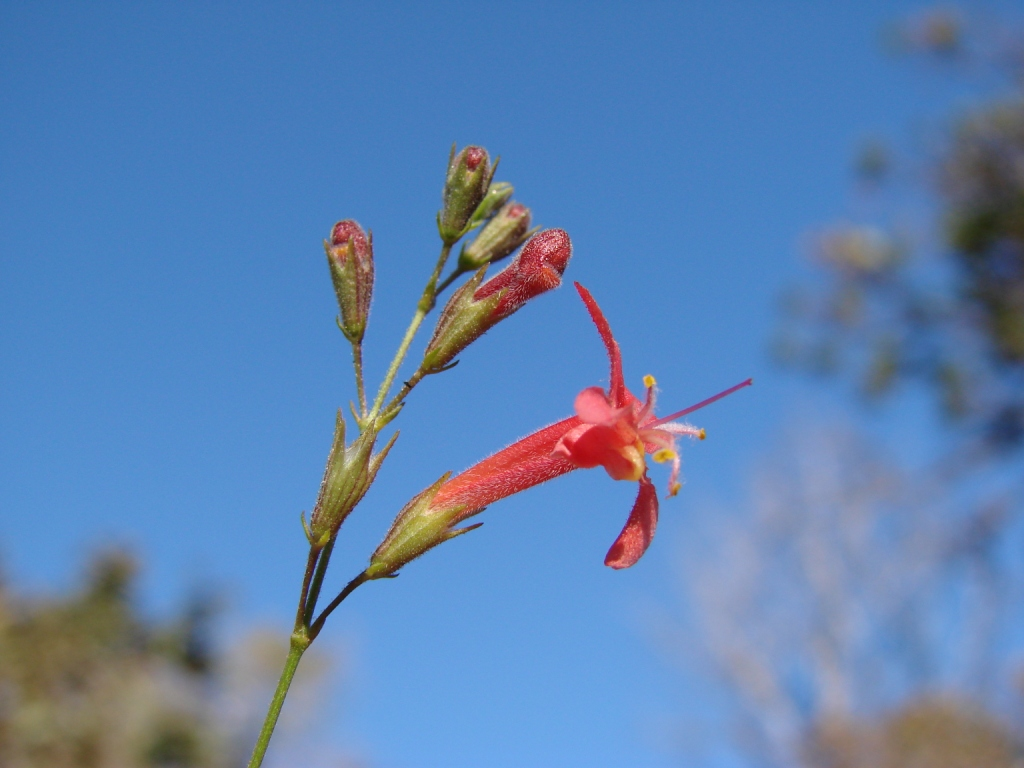
I fiori
Hypenia macrantha

- Le specie di questa sottotribù hanno un portamento erbaceo con cicli biologici annuali o perenni, oppure arbustivo, oppure arboreo. Alcune specie sono aromatiche, altre ghiandolose-viscide, altre ancora sono di tipo "geoxyle" (con una ampia struttura legnosa [= fusto] sotterranea). I fusti in genere sono ricoperti da peli ispidi e setolosi oppure semplici e ramificati; in altri casi sono fistolosi o pruinosi.[1][6][7][8]
- Le foglie lungo il fusto sono disposte in modo opposto e ogni verticillo è alternato rispetto al precedente; sono inoltre prive di stipole. La lamina è semplice con bordi dentati o lobati e di solito è picciolata con forme ovate. In altri casi la lamina è pennatifida o subdigitata (Hyptis), oppure bollosa (Peltodon).
- Le infiorescenze sono delle cime tirsoidi (oppure ascellari tirsoidi) peduncolate oppure no e portate in vari verticilli ascellari sovrapposti lungo il fusto. Ogni verticillo è composto da alcuni fiori sessili o brevemente pedicellati poggianti su alcune brattee di tipo fogliaceo persistenti o decidue in alcuni casi colorate in altri caso spinescenti. Le brattee possono essere pubescenti per peli bianchi o purpurei. In alcune specie sono presenti delle bratteole alla base del calice. Sono presenti anche delle sinflorescenze.
- I fiori sono ermafroditi, zigomorfi, tetrameri (4-ciclici), ossia con quattro verticilli (calice – corolla - androceo – gineceo) e pentameri (5-meri: la corolla e il calice sono a 5 parti).

- Formula fiorale. Per la famiglia di queste piante viene indicata la seguente formula fiorale:

X, K (5), [C (2+3), A 2+2] G (2), (supero), drupa, 4 nucule
- Calice: il calice è gamosepalo, attinomorfo o debolmente zigomorfo bilabiato, con base tubulosa, campanulata o a imbuto diritto e terminante con 5 lobi con struttura 3/2. I lobi possono essere uguali o leggermente diversi oppure con il lobo posteriore più lungo, eretto o patente; in alcune specie i lobi sono sinuati e il calice appare con 10 lobi. La forma dei lobi è varia: da deltoide a subulata o filiforme, raramente uncinata. La gola del calice può essere pelosa oppure no, mentre la superficie è più o meno percorsa da 10 venature longitudinali. Alla fruttificazione il calice è dilatato.

- Corolla: la corolla gamopetala è fortemente zigomorfa a 2 labbra (raramente non è così). Ha la forma di un tubo da cilindrico a forma d'imbuto terminante con 5 lobi con struttura 2/3. Il labbro superiore (a due lobi) è fortemente concavo, normalmente compresso e ispessito alla base; il lobo mediano del labbro inferiore (a tre lobi) è elongato e a volte riflesso, mentre quelli laterali sono patenti o diretti in avanti o verso il basso (Peltodon) o resupinati. All'antesi, gli stami che in un primo momento sono contenuti entro il labbro anteriore della corolla, vengono rilasciati in modo quasi esplosivo. I colori della corolla sono da blu-purpureo a lilla, violetto, rosa, rosso brillante, arancio o bianco.

- Androceo: l'androceo possiede quattro stami didinami spesso emergenti dal tubo della corolla. I filamenti sono pelosi oppure glabri e sono adnati tutti vicino alla gola della corolla; oppure il paio posteriore è adnato alla base della corolla, mentre gli altri vicino alla gola. Le antere hanno due teche apicalmente confluenti. I granuli pollinici sono del tipo tricolpato o esacolpato. Il disco nettario normalmente è un disco a 4 lobi, alternati alle nucule del frutto (raramente in disposizione opposta), ed è ricco di sostanze zuccherine.

- Gineceo: l'ovario è supero formato da due carpelli saldati (ovario bicarpellare) ed è 4-loculare per la presenza di falsi setti divisori all'interno dei due carpelli. L'ovario è glabro. La placentazione è assile. Gli ovuli sono 4 (uno per ogni presunto loculo), hanno un tegumento e sono tenuinucellati (con la nocella, stadio primordiale dell'ovulo, ridotta a poche cellule). Lo stilo talvolta è inserito sopra l'ovario con base ingrossata (stilopodio). Lo stigma è bilobo con lobi uguali e conniventi.

- Il frutto è uno schizocarpo composto da 4 nucule. La forma delle nucule è da ovoide a leggermente piatta, talvolta alata. La superficie delle nucule è ricoperta da areole, può essere glabra o pelosa con ghiandole, o anche mucillaginosa oppure no.

## Riproduzione
- Impollinazione: l'impollinazione avviene tramite insetti tipo ditteri e imenotteri (impollinazione entomogama).[8][10]
- Riproduzione: la fecondazione avviene fondamentalmente tramite l'impollinazione dei fiori (vedi sopra).
- Dispersione: i semi cadendo a terra (dopo essere stati trasportati per alcuni metri dal vento – disseminazione anemocora) sono successivamente dispersi soprattutto da insetti tipo formiche (disseminazione mirmecoria).[11]  I semi hanno una appendice oleosa (elaisomi, sostanze ricche di grassi, proteine e zuccheri) che attrae le formiche durante i loro spostamenti alla ricerca di cibo.[12]

## Distribuzione e habitat
La distribuzione delle specie di questa sottotribù è fondamentalmente Sud Americana, poche specie si trovano anche nel Vecchio Mondo. L'habitat è da subtropicale a tropicale, specialmente in ambienti tipo savane.

## Tassonomia
La famiglia di appartenenza della sottotribù (Lamiaceae), molto numerosa con circa 250 generi e quasi 7000 specie, ha il principale centro di differenziazione nel bacino del Mediterraneo e sono piante per lo più xerofile (in Brasile sono presenti anche specie arboree). Per la presenza di sostanze aromatiche, molte specie di questa famiglia sono usate in cucina come condimento, in profumeria, liquoreria e farmacia. La famiglia è suddivisa in 7 sottofamiglie; la sottotribù Hyptidinae appartiene alla sottofamiglia Nepetoideae (Dumort.) Leurss. ed è descritta all'interno della tribù Ocimeae Dumort..

### Filogenesi

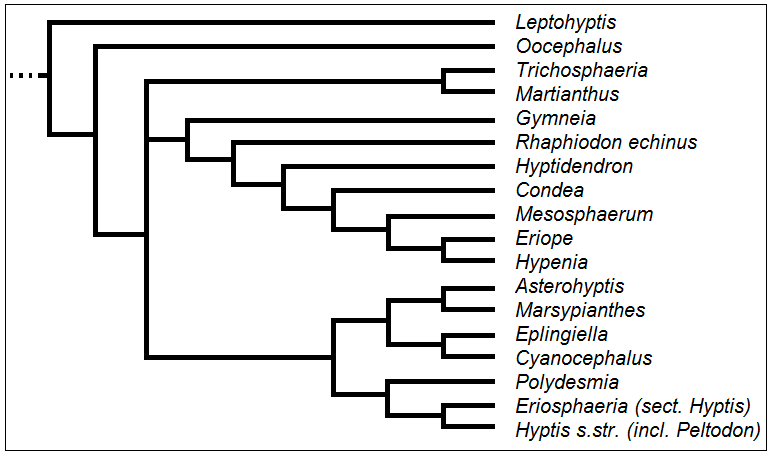
Cladogramma della tribù

Gli studi più recenti di tipo filogenetico confermano più o meno l'attuale configurazione di questo gruppo. La sottotribù Hyptidinae è monofiletica come la maggior parte dei generi contenuti nel suo interno. In particolare il genere Hyptis e parafiletico e sembra che tutti gli altri generi siano derivati da un qualche antenato di questo genere. Per raggiungere la monofilia alcune linee di questo genere dovrebbero essere elevata la rango generico (aumentando così la sottotribù a 18-19 generi complessivamente). Inoltre Peltodon si trova all'interno di  Hyptis s.str.; mentre Eriosphaeria, una sezione del genere Hyptis s.str., risulta "gruppo fratello" del resto del genere ristrutturato.
La tabella seguente elenca i nuovi generi proposti dallo studio citato.
| Nuovo genere   | Sezioni del genere Hyptis |
| -------------- | --- |
| Condea         | Hyptis sect. Laniflorae Benth. Hyptis sect. Minthidium Benth. Hyptis sect. Rhythidea Epling Hyptis sect. Umbellatae Epling |
| Cyanocephalus  | Hyptis sect. Cyanocephalus Benth |
| Eplingiella    | Hyptis incertae sedis (Hyptis fruticosa Salzm. ex Benth. e H. cuniloides Epling) |
| Gymneia        | Hyptis sect. Gymneia Benth |
| Hyptis s.str   | Hyptis sect. Apodotes Benth. Hyptis sect. Cyrta Benth. Hyptis sect. Eriosphaeria Benth. Hyptis sect. Induratae Epling Hyptis sect. Hyptis Hyptis sect. Hilaria Epling Hyptis sect. Muellerohyptis Briq.. Hyptis sect. Myriocephala Benth.. Hyptis sect. Pachyphyllae (Benth.) Harley Hyptis sect. Plagiotis Benth. Hyptis sect. Pusillae Epling Hyptis sect. Xylodontes (Benth.) Epling |
| Leptohyptis    | Hyptis sect. Polydesmia subsect. Tubulosae (Briq.) Harley |
| Martianthus    | Hyptis sect. Leucocephala Epling |
| Mesosphaerum   | Hyptis sect. Mesosphaeria Benth. subsect. Pectinaria (Benth.) Epling Hyptis sect. Mesosphaeria subsect. Eriocephalae Epling Hyptis sect. Subumbellaria Epling |
| Oocephalus     | Hyptis sect. Polydesmia subsect. Oocephalus (Benth.) Epling Hyptis sect. Polydesmia subsect. Glomeretae |
| Polydesmia     | Hyptis sect. Mesosphaeria subsect. Plectranthodon Epling Hyptis sect. Mesosphaeria subsect. Spicaria (Benth.) Epling Hyptis sect. Polydesmia Benth. subsect. Malvastra Epling Hyptis sect. Polydesmia subsect. Rigidae Benth. Hyptis sect. Polydesmia subsect. Vulgares Benth. |
| Trichosphaeria | Hyptis sect. Trichosphaeria Benth. |

Il cladogramma a lato, tratto dallo studio citato e semplificato, mostra la struttura filogenetica della sottotribù considerando i nuovi generi.

### Composizione della sottotribù
La sottotribù come è descritta attualmente è formata da 7 generi e circa 380 specie:
| Genere                                 | Numero specie                                         | Numero Cromosomico                  | Distribuzione                          | Habitat tipico                                             |
| -------------------------------------- | ----------------------------------------------------- | ----------------------------------- | -------------------------------------- | ---------------------------------------------------------- |
| Asterohyptis Epling, 1932              | 3                                                     | 2n = 30                             | Messico                                | Savana                                                     |
| Eriope Kunth ex Benth., 1833           | Circa 30                                              | 2n = 20                             | Brasile                                | Savana e aree montagnose delle zone tropicali              |
| Hypenia (Mart. ex Benth.) Harley, 1988 | 24                                                    | 2n = 12, 20, 22 e 28                | Brasile, Paraguay e Bolivia            | Ambienti stagionali semi-aridi                             |
| Hyptidendron Harley, 1988              | Circa 16                                              | 2n = circa 64                       | America tropicale                      | Savane e margini boschivi montagnosi                       |
| Hyptis Jacq., 1786                     | Circa 300                                             | 2n = 16, 28, 30, 32, 40-60, 64 e 96 | America e Vecchio Mondo (poche specie) | Aree calde e più o meno tropicali                          |
| Marsypianthes Mart. ex Benth., 1833    | 6                                                     | 2n = 30                             | America centrale e meridionale         | Savane e dune costiere                                     |
| Peltodon Pohl, 1827                    | 5 - 6                                                 | 2n = 30 e 32                        | Brasile e Paraguay                     | Savane                                                     |
| Rhaphiodon Schauer, 1844               | Una specie: Rhaphiodon echinus (Ness & Mart.) Schauer | 2n = 26                             | Brasile                                | Ambienti sabbiosi secchi soggetti a inondazioni stagionali |

## Alcune specie

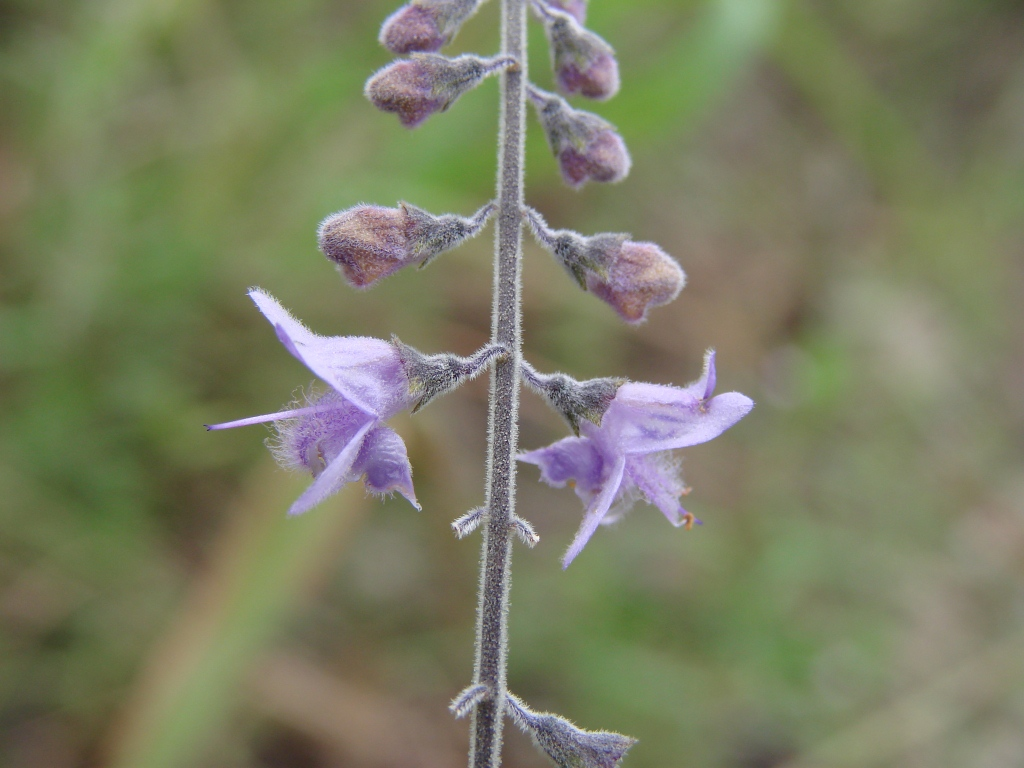
Eriope macrostachya
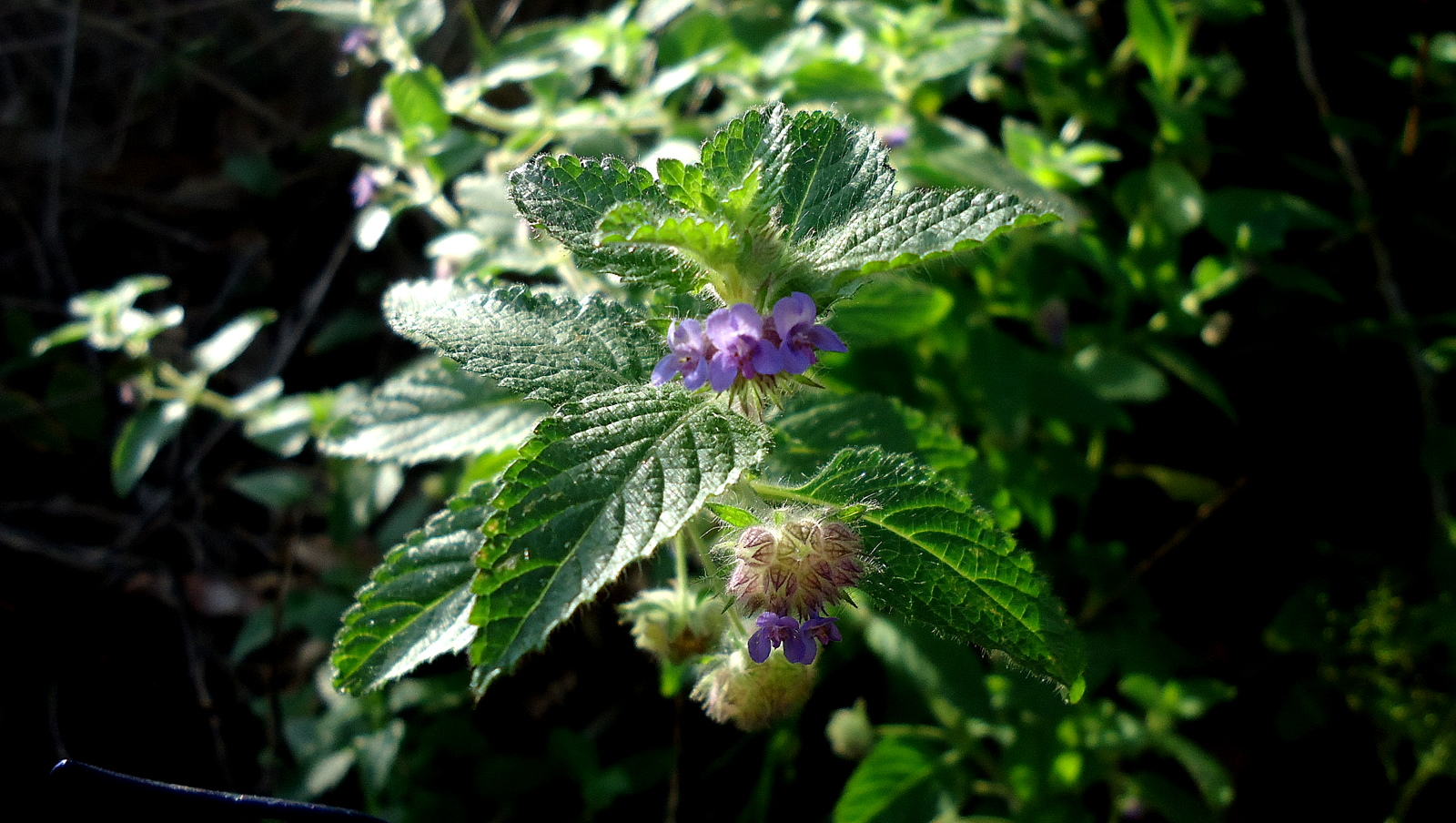
Marsypianthes chamaedrys
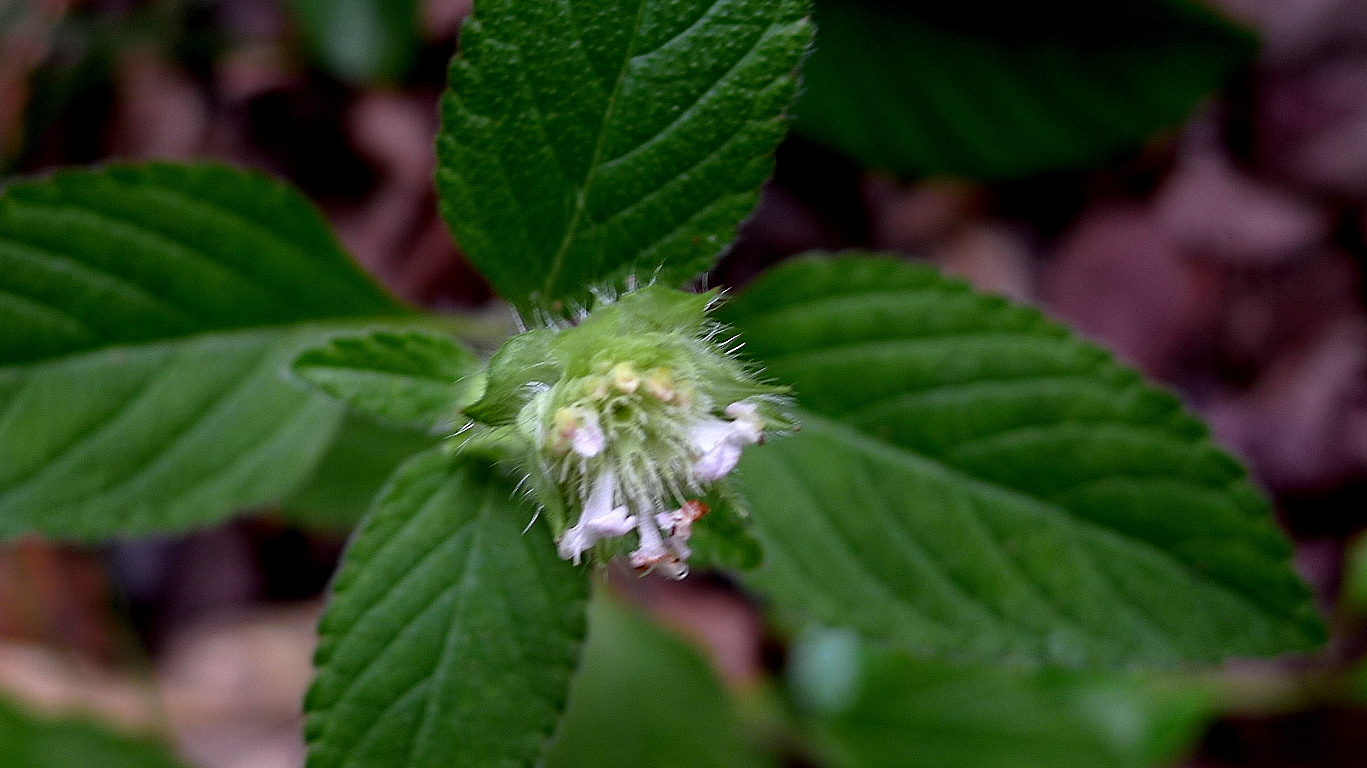
Hyptis atrorubens
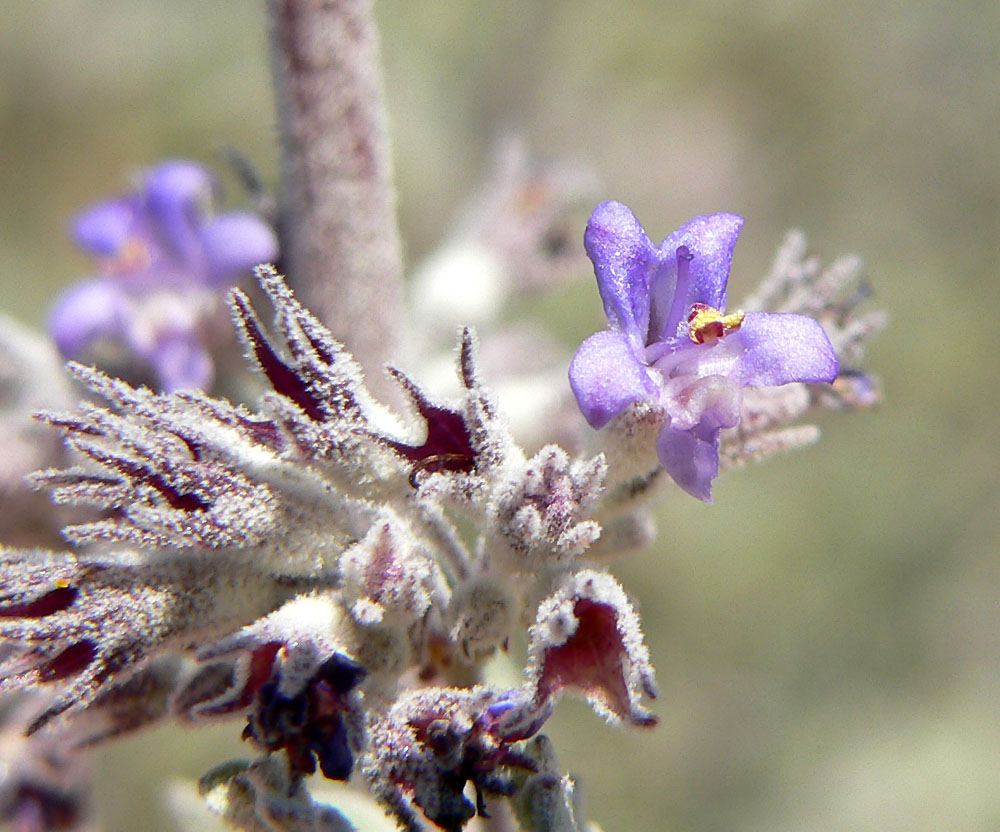
Hyptis emoryi
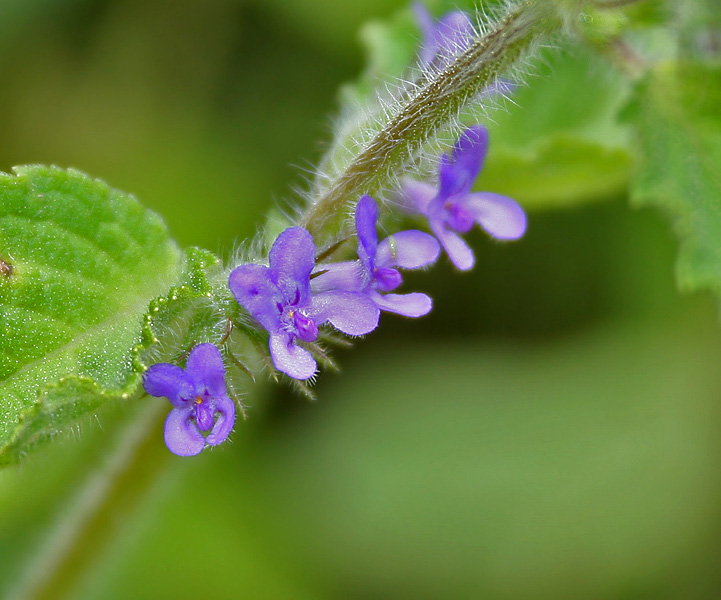
Hyptis suaveolens